# مارك كوزينز
مارك كوزينز (بالإنجليزية: Mark Cousins)‏ هو لاعب كرة قدم بريطاني، ولد في 9 يناير 1987 في تشيلمسفورد في المملكة المتحدة. لعب مع كولتشستر يونايتد.

## وصلات خارجية
- مارك كوزينز على موقع قاعدة بيانات كرة القدم.إي يو (الإنجليزية)
- مارك كوزينز على موقع Soccerbase.com (لاعب) (الإنجليزية)